# عمر الدهري
عمر الدهري (بالفرنسية : Omar Eddahri) من مواليد 30 غشت 1990 هو لاعب كرة قدم سويدي من أصل مغربي (حاصل على جنسية الدولتين)

## نبذة شخصية
ولد عمر في العاصمة السويدية استوكهولم لأبويين مغربيين مهاجرين من قرية إصوفيان جماعة تفروين إقليم الحسيمة بالريف بالمغرب

## مسيرته الكروية
حاليا يلعب مع الفريق السويدي GIF Sundsvall